# Mariano di ser Austerio
Mariano di ser Austerio (Pérouse, env. 1470 – env. 1530) est un peintre italien de l'école de Pérouse  qui fut l'élève du Pérugin.

## Biographie
Si Mariano di ser Austerio fut élève du Pérugin son style est plutôt celui du Pinturicchio, et il fallut attendre 2003 pour qu'il soit redécouvert et qu'on le distingue du maître et qu'on lui attribue le retable dit Palla Belli :
Entre 1506 et 1510 il collabora avec Giovanni di Pietro  dit lo Spagna pour la conception de la palla commandée par la compagnie de Sant'Antonio Abate de Pérouse.
Il fut opposé par un différente avec  Lucretia Baglioni et Marsilia, respectivement femme et fille de Antonio di Pier Gentile Bello, le commanditaire.
En 1512, Il collabora avec Giannicola di Paolo à la décoration de la chapelle Saint-Jean au Cambio de Pérouse

## Œuvres
- Madonna col Bambino e angeli, collection privée.
- Crocifissione e la Sant’Anna con la Madonna della Misericordia, fresque stuquée, Galerie nationale de l'Ombrie, Pérouse.
- il Seppellimento di Cristo, Musée des beaux-arts de Caen.
- Pala Belli, représentant la Vierge avec l'Enfant et les saints Laurent, Jean-Baptiste, Jérôme et Dominique (après 1503)[4], pour l'église Saint-Dominique, conservée au Musée du Vatican, Rome.
Ce tableau est le panneau central d'un polyptyque démembré et dispersé dont la prédelle (documentée en 1810) a disparu, elle représentait :
  - Le Martyre de saint Laurent,
  - La déposition de la Croix,
  - L'Annonciation.

Attributions par Federico Zeri
- Madonna della Misericordia (1493-1527), Museo del Tesoro della Basilica di S. Francesco e Collezione F.M. Perkins, Assise.
- Madonna della Misericordia incoronata da angeli (1525), Chiesa della Madonna delle Grazie, Marsciano.
- Santa Maria Maddalena ai piedi della croce ; Svenimento della Madonna (1493-1527), Chiesa di S. Agata, Pérouse.
- Madonna con Bambino ; San Giovanni Battista entro ghirlanda e motivi decorativi vegetali (1512), Collegio del Cambio, Pérouse.
- Madonna della Misericordia ; Sant'Antonio Abate ; San Leonardo (1510), Galleria Nazionale dell'Umbria, Pérouse.

Comme peintre anonyme :
- Deposizione di Cristo nel sepolcro, musée des beaux-arts de Caen.
- Cristo in pietà ; San Girolamo ; Sant'Antonio da Padova, collection privée, Londes.
- Madonna con Bambino tra san Sebastiano e san Rocco, Basilica di S. Maria in Trastevere, Rome.
- San Sebastiano, Galerie Borghese, Rome

## Sources
- (it) Cet article est partiellement ou en totalité issu de l’article de Wikipédia en italien intitulé « Mariano di ser Austerio » (voir la liste des auteurs).